# Sergey Shmakov
Sergey Shmakov, né le 16 juin 1968, est un pilote de rallyes-raids russe.

## Biographie
Il ne participe qu'à une édition du Paris-Dakar, celle de 2007 (équipage 315, 14e au classement final).

## Palmarès

### Titre
- Vainqueur de la Coupe du monde des rallyes tout-terrain (ou cross-country), en 2006 sur Buggy ZIL 2 roues motrices (copilote son compatriote Konstantin Meshcheryakov) ;

### Victoire, podium et places d'honneur
- 2003 : Baja de Russie (1re année) ;

Saison 2006 :
- Rallye des Pharaons (24e édition) ;
  - 3e du Rallye Patagonie-Atacama ;
  - 5e du rallye de Tunisie ;
  - 5e du rallye-raid du Maroc.